# Brent Lang
Brent Dennis Lang (25 gennaio 1968) è un ex nuotatore statunitense.

## Carriera
Specializzato nelle staffette, ha fatto parte, in batteria, della squadra statunitense che ha vinto la medaglia d'oro nella 4x100m stile libero a Seul 1988.

## Palmarès
- Giochi olimpici estivi

Seul 1988: oro nella 4x100m stile libero.
- Mondiali

Perth 1991: oro nella 4x100m stile libero.
- Giochi PanPacifici

Tokyo 1989: oro nei 100m stile libero e nella 4x100m stile libero.
- Universiade

Zagabria 1987: oro nella 4x100m stile libero.